# (3983) Sakiko
(3983) Sakiko (1984 SX) – planetoida z pasa głównego asteroid okrążająca Słońce w ciągu 3,83 lat w średniej odległości 2,45 j.a. Odkryta 20 września 1984 roku.